# Вышгородский замок
За́мок То́омпеа, также Вы́шгородский замок (историческое название Ревельская крепость; лат. Castrum Danorum, нем. Ordensschloß, эст. Toompea loss) — средневековая замок-крепость на холме Тоомпеа в центре Таллина. Один из наиболее крупных и исторически ценных архитектурных ансамблей Прибалтики. Отличается исключительной для региона степенью сохранности. Состоит их четырёх частей. Внесён в Государственный регистр памятников культуры Эстонии как памятник архитектуры и памятник истории.

## История
Первая оборонительно-сторожевая башня для охраны находившейся на крутом склоне холма Тоомпеа, на высоте 50 метров над уровнем моря древней крепости была возведена, вероятно, уже в 1120-х годах. 
После победы в битве при Линданисе (1219) крепость была усовершенствована по приказу датского короля Вальдемара II. После восстания Юрьевой ночи усовершенствование крепости проходило уже под руководством Ордена меченосцев. Замок был заложен как кастель — прямоугольное пространство, окружённое каменной стеной. Затем датчане разделили стеной на две части: южную часть превратил в форбург, а в северной части возвели дом наместника и оборонительную башню.
Стратегическое значение крепости было весьма велико и место для её закладки было очень удачным с военной точки зрения. Так, по словам русского историка Н. И. Павлищева, постройка Ревельской крепости «уничтожила нашу власть в Виррии и Эрвеланде».
В XIII—XIV вв. каменная твердыня служила главной опорной базой (плацдармом) датчан в Прибалтике. Именовалась в те годы просто «Крепостью датчан» (Castrum Danorum), что в эстонском варианте Taani linn предположительно дало топоним Таллин. Русские называли эту крепость Колывань. 
С XIII века на территории замка существовал Дом братства меченосцев или конвентский дом. 
В конце XIV столетия в юго-восточной части замкового комплекса была построена 48-метровая наблюдательная башня «Длинный Герман». Своим названием она обязана герою средневековых легенд по имени Lange Hermann (что в переводе с немецкого означает «Длинный воин» или «Предводитель»). В то время подобным образом называли самые мощные и хорошо укреплённые крепостные башни. Другие угловые башни замка носили названия «Ландскроне» (нем. Landskrone, «Корона земли»), «Пильштикер» (нем. Pilsticker, «Точильщик стрел») и «Штюр ден Керл» (нем. Stür den Kerl, «Отражай врага»). Все башни, кроме последней, сохранились до наших дней. 
Во второй половине XVI века эстонские земли стали владением Швеции. Шведы не считали конвентский дом, располагавшийся в центре замка, достаточно подобающим и решили построить с западной стороны стены новое здание Государственного зала. В 1589 году его строительство было окончено. В нем состоялась встреча короля Швеции Юхана III и его сына, короля Польши Сигизмунда III.
После включения Эстляндии в состав Российской империи внутренность потерявшей былое военное значение крепости была в 1767–1773 годах реконструирована по проекту Иоганна Шульца. Самая ветхая из башен («Штюр ден Керл») была снесена, а жилые здания были перестроены в губернаторский дворец в стиле, переходном от барокко к классицизму.
К 1843 году здание конвентского дома было перестроено в тюрьму по проекту губернского архитектора Иоганна Шельбаха. Во время февральской революции 1917 года эту тюрьму сожгли.
В 1895—1900 годах напротив входа в губернаторскую резиденцию на месте Губернаторского сада, существовавшего с конца XVIII века, построили Александро-Невский собор.
После образования независимой Эстонии в 1920–1922 годах на фундаменте средневекового конвентского дома по проекту архитекторов Эугена Хаберманна и Херберта Йохансона было возведено здание для парламента Эстонской Республики (Рийгикогу) в стиле экспрессионизма. 
В 1930-х годах было построено южное крыло, предназначенное для министерства внутренних дел, стилизованное под соседние постройки XVIII века (его проект был подготовлен архитекторами  Константином Бёлау и Аугустом Тауком, позже в него внес изменения молодой архитектор Алар Котли), а ландшафт Губернаторского сада адаптировали к новому оформлению южного крыла. В ходе масштабной перестройки восточного и южного крыла комплекса в 1935 году к западной стене Государственного зала пристроили узкое трехэтажное здание, в котором располагались жилые помещения для чиновников.
Сегодня на вершине «Длинного Германа» ежедневно поднимают государственный флаг Эстонии.